# Jean-Michel Henry
Jean-Michel Henry (* 14. Dezember 1963 in Marseille) ist ein ehemaliger französischer Degenfechter. Er ist Olympiasieger und wurde Weltmeister.

## Erfolge
Jean-Michel Henry gewann mit der Mannschaft bei Weltmeisterschaften zahlreiche Medaillen. 1983 in Wien und 1994 in Athen wurde er mit ihr Weltmeister, zudem belegte er 1990 in Lyon, 1993 in Essen und 1995 in Den Haag mit ihr den zweiten Platz. Im Einzel gelang ihm 1994 mit Bronze die einzige Podestplatzierung. Viermal nahm Henry an Olympischen Spielen teil und gewann jeweils eine Medaille. 1984 in Seoul holte er mit der Mannschaft Silber. Vier Jahre darauf belegte er in Los Angeles im Einzel den 18. Rang. Mit der Mannschaft erreichte er nach Siegen über Ungarn und die Sowjetunion das Finale gegen Deutschland, das Frankreich mit 8:3 gewann. Neben Henry wurden Frédéric Delpla, Olivier Lenglet, Philippe Riboud und Éric Srecki Olympiasieger. Bei den Olympischen Spielen 1992 in Barcelona sicherte er sich im Einzel nach einem abschließenden Sieg gegen Kaido Kaaberma die Bronzemedaille. Mit der Mannschaft verpasste er als Vierter knapp einen weiteren Medaillengewinn. Dieser gelang dann 1996 in Atlanta, als die französische Equipe im Gefecht um Bronze Deutschland schlug. Die Einzelkonkurrenz schloss Henry auf dem sechsten Rang ab.